# Toro-de-la-Vega-Turnier

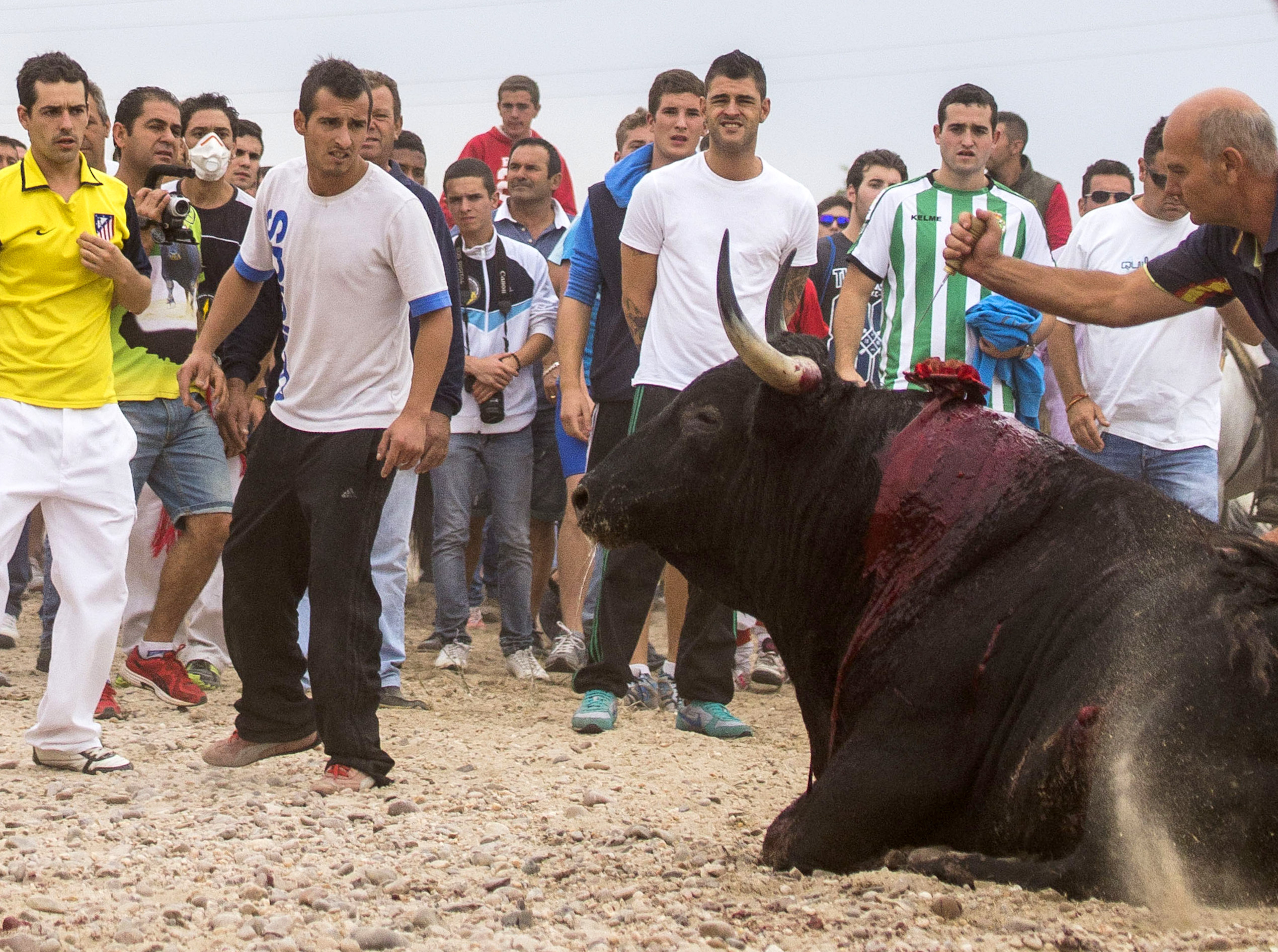
Mit dem Dolch wird der Stier getötet beim Toro de la Vega, 2014.

Das Toro-de-la-Vega-Turnier (deutsch Turnier Stier [in] der Flussaue) ist ein mehrtägiges Fest und Höhepunkt mit einer mittelalterlichen Stierhatz in dem 9000 Einwohner zählenden Ort Tordesillas, Kastilien-León, in Spanien. Dabei wird ein Stier von einer Meute Menschen durch den Ort getrieben, um dann am südlichen Ufer des Rio Duero, inmitten einer mit Kiefern bewaldeten Freifläche, von Lanzenträgern, wie es die Tradition verlangt, mit Speeren zu Tode gestochen zu werden. Wenn der Stier eine bestimmte Grenze während des Turniers erreicht oder die Lanzenreiter es nicht schaffen, ihn zu töten, wurde er begnadigt.

## Historie
Erste urkundliche Erwähnungen über die Tradition gab es schon im Jahr 1534; das Turnier selbst kam erst im Jahr 1355 in Gang, zu Ehren der Schutzpatronin von Tordesillas, Virgen de la Peña, am 8. September und traditionell am zweiten Dienstag im September veranstaltet. Unter Diktator Franco gab es bereits 1966 ein Verbot; jedoch wurde 1970 auf Druck der Bevölkerung das Turnier wieder erlaubt. Beim Toro-de-la-Vega-Turnier verursachen die Lanzen tödliche Verletzungen; der Stier wird jedoch immer mit einem Dolchstoß getötet.
Doch die Proteste gegen das Stiertöten verstummten keineswegs, und im Laufe der Zeit empörten sich weltweit mehr und mehr Menschen. Etliche Tierschutzorganisationen ließen nicht locker und kämpften gegen diese spanische Tradition mit dem Töten der Tiere. Der Erfolg der Tierschützer kam 2016, als die Regierung von Kastilien und León erstmals die Tötung des Stiers bei dem Turnier verboten hat.

## Proteste und Verbot des Stiertötens
Aufgrund zahlreicher Proteste von Tierschützern und der Tierpartei PACMA, die schon lange ein allgemeines Verbot aller Fiestas „mit Tierquälerei“ verlangten, hat die Regionalregierung von Kastilien und León am 8. Juni 2016 ein Dekret erlassen, dass alle traditionellen Volksfeste („Fiestas“) verboten werden, bei denen die Tiere öffentlich getötet werden. Alle Volksfeste, bei denen traditionell die Rinder misshandelt, geschlagen und verletzt werden, müssen demnach ihre Regeln ändern. Mit dem Erlass soll das traditionelle Turnier an die „Kultur und Sensibilität des 21. Jahrhunderts“ angepasst werden.
Der postwendende Protest des sozialistischen Bürgermeisters von Tordesillas, José Antonio González Poncela, wonach einer seit dem Jahr 1534 währenden Tradition „das Genick gebrochen“ werde, nutzte nichts.
Im Gegenzug haben am 10. September 2016 etwa 80.000 Anhänger auf der Madrider Puerta del Sol bei einer Kundgebung für ein generelles Verbot des Stiertötens demonstriert und forderten ein allgemeines Verbot aller Fiestas „mit Tierquälerei“.

## Namensänderung
Seit dem dekretierten Verbot des Stiertötens heißt die Stierhatz seit 13. September 2016 Toro de la Peña.